# Crăciunești (gmina)
Crăciunești – gmina w Rumunii, w okręgu Marusza. Obejmuje miejscowości Budiu Mic, Ciba, Cinta, Cornești, Crăciunești, Foi, Nicolești i Tirimioara. W 2011 roku liczyła 4470 mieszkańców.